# Grytøya
Grytøya ist eine Insel im Fylke (Provinz) Troms in Nordnorwegen.

## Geographie

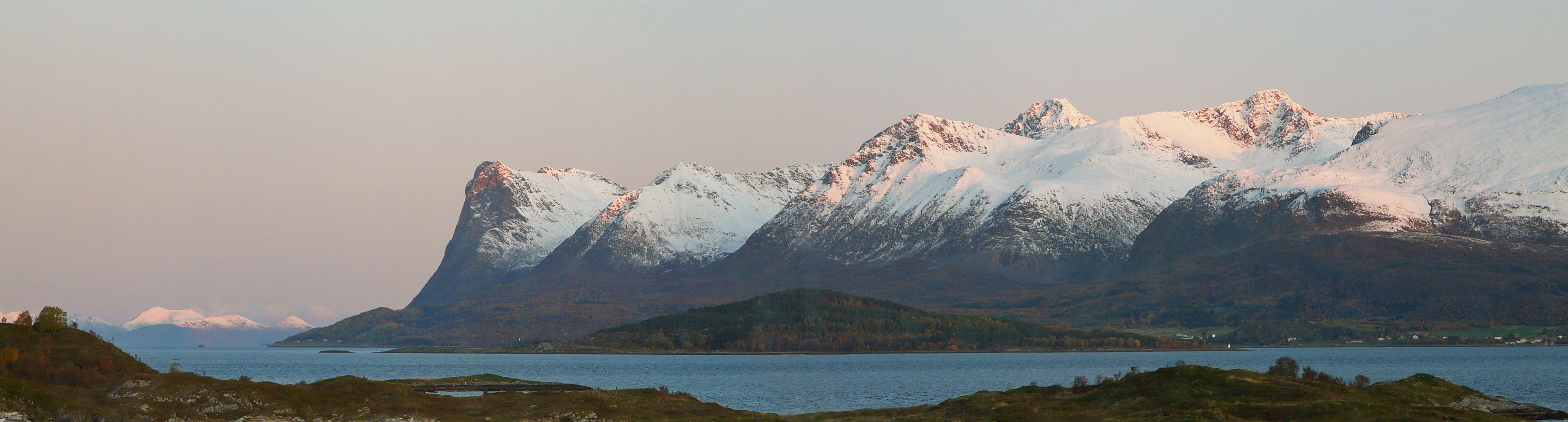
Grytøya von Südwesten, mit (von links) Toppen (759 m), Storfjell (809 m), Nona (1012 m) und Trolltind (919 m)

Grytøya liegt zwischen den Inseln Hinnøya im Süden und Bjarkøya im Norden und ist umgeben vom Toppsund im Südwesten, dem Andfjord im Westen, dem Kvernsund im Norden, und dem Vågsfjord im Osten. Die Insel ist von Nordwesten nach Südosten etwa 22 km lang und von Nordosten nach Südwesten etwa 12 km breit. Sie hat eine Fläche von 107,74 km² und eine Gesamtküstenlänge von rund 62 km. Die Insel ist sehr gebirgig, und die Berge steigen insbesondere im Norden und im Südwesten nahezu senkrecht aus dem Meer. Höchster Gipfel ist der 1012 Meter hohe Nona. Im Andfjord unmittelbar westlich der Insel befinden sich zahllose Schären.

## Verwaltung
Administrativ gehört Grytøya zur Kommune Harstad. Bis zum 1. Januar 2013 waren 38 Quadratkilometer auf der nördlichen Seite der Insel Teil der damaligen Gemeinde Bjarkøy, die dann nach Harstad eingegliedert wurde.

## Siedlungen und Verkehr

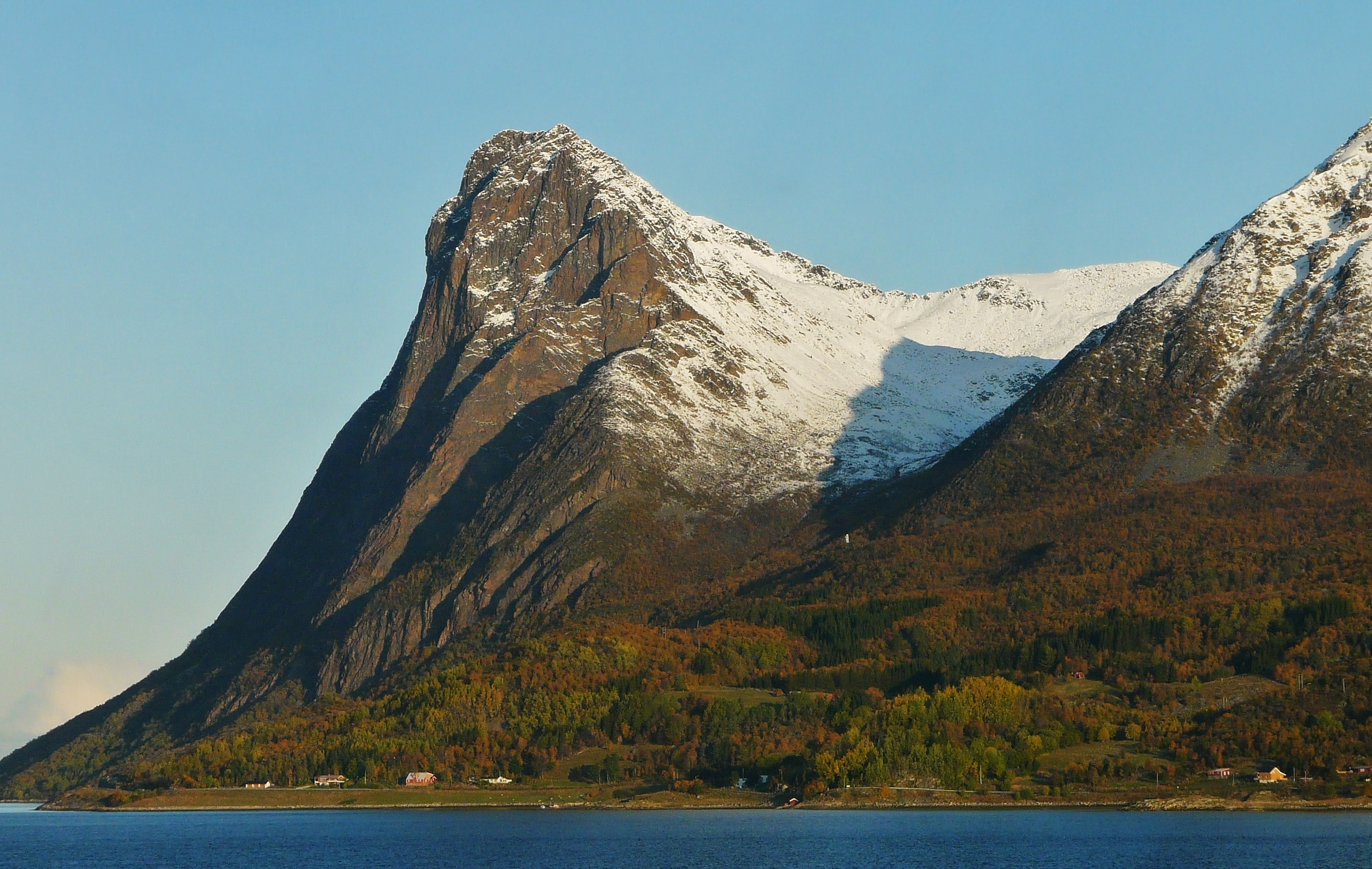
Toppen (759 m)

Die Bevölkerungszahl ist im Sinken begriffen; lebten im Jahre 2001 noch 539 Personen auf Grytøya waren es 2012 nur noch 454. Die größten Siedlungen auf der Insel sind die Dörfer Bessebostad im Südosten, Fenes an der Ostküste und im Nordwesten das Fischerdorf Grøtavær mit Schule und Kapelle. Die Inselkirche steht südwestlich von Bessebostad in Lundenes im äußersten Südosten; dort befindet sich auch das Freilichtmuseum Grytøy. Die Siedlungen im Süden und Osten sind durch die Provinzstraße Fv 867, die von Bjørna an der Südküste entlang der Ostküste nach Norden verläuft, miteinander verbunden. Die Straßenverbindung von Bjørna nach Grøtavær im Nordwesten besteht erst seit Juli 1996, als die Fv 15 mit einem 3986 Meter langen Tunnel, dem Toppentunnel unter dem 759 m hohen Toppen an der Westküste, fertiggestellt wurde. An der Nordküste gibt es kaum Siedlungen und keine Straßenverbindungen.
Die Insel ist nur per Schiff erreichbar: Von Stornes auf Hinnøya geht eine Autofähre über den ca. drei Kilometer breiten Toppsund nach Bjørnå. Zu den benachbarten Inseln Sandsøya und Bjarkøya gibt es Fährverbindungen von Vikran im Nordosten der Insel. Geplant ist der Bau eines 3250 m langen Unterseetunnels zwischen Grytøya und Bjarkøya und einer Brücken-und-Damm-Verbindung von Grytøya nach Sandsøya (900 m Damm, 300 m Hauptbrücke und drei niedrige Nebenbrücken von 46, 66 und 66 m Länge).

## Flugunfall 1972
Am 11. Juli 1972 wurde eine de Havilland Canada DHC-6-100 Twin Otter der Norwegischen Luftstreitkräfte (67-056) gegen einen Berg auf der Insel Grytøya geflogen. Mit der Maschine sollte ein inländischer Flug vom Flughafen Bardufoss zum Flughafen Bodø mit einem Zwischenstopp auf dem Flughafen Stokmarknes, Skagen durchgeführt werden. Unter den 14 Passagieren und drei Besatzungsmitgliedern gab es keine Überlebenden. Die Unfalluntersuchungen ergaben, dass der Kapitän der Maschine zum Unfallzeitpunkt stark alkoholisiert gewesen war und dass sein Alkoholproblem innerhalb der Norwegischen Luftstreitkräfte schon seit langem bekannt war (siehe auch Flugunfall von Grytøya).